# Дреничево
Дреничево или Драничево (грч. Κρανοχώρι, до 1928. грч. Δρανίτσι) је насељено место у општини Нестрам у периферији Западна Македонија, Грчка. Према попису из 2021. године било је 192 становника.
Према бугарском географу и историчару, Василу Канчову, у Дреничеву је 1900. године живело 280 Словена хришћана и 20 Словена муслимана. Српски географ Боривоје Милојевић, 1920. године наводи да је у Дреничеву било 50 кућа Словена хришћана и три куће Турака. Године 1924. муслиманско становништво је принудно исељено у Турску а на њихово место су насељене грчке избеглице из Турске, укупно 17 особа.